# Dave Chisnall
Dave Chisnall, född 12 september 1980, är en engelsk dartspelare. Han fick sitt genombrott i VM i dart 2010, där han gick till final genom att, i semifinalen, slå världsettan Tony O'Shea med 6-3, men förlorade finalen mot Martin Adams med 7-5.